# Empire of the Blind
Empire of the Blind (engl.: Imperium der Blinden) ist das vierte Studioalbum der US-amerikanischen Thrash-Metal-Band Heathen. Es erschien am 18. September 2020 über Nuclear Blast.

## Entstehung
Im April 2012 wurden Heathen vom deutschen Plattenlabel Nuclear Blast unter Vertrag genommen. Einer der Hauptgründe für den Wechsel war laut Sänger David White, dass die Band unzufrieden darüber war, dass das von Mascot Records veröffentlichte Vorgängeralbum The Evolution of Chaos in vielen Plattenläden nicht erhältlich war. Ein Jahr später verließ Schlagzeuger Darren Minter aus persönlichen Gründen die Band. Bei Konzerten wurde er durch Jon Dette, Tom Hunting (Exodus) oder Sasha Horn (Forbidden) vertreten. Später verließ auch der Bassist Jason Viebrooks die Band. Die Nachfolge übernahmen Jim DeMaria und Jason Mirza. Mirza spielte früher mit Kragen Lum bei Psychosis, während DeMaria bei Bands wie Toxik oder Whiplash aktiv war.
Während eines Interviews im Jahre 2013 bestätigte der Gitarrist Lee Altus, dass die Band mit den Arbeiten an einem neuen Album begonnen haben. Da Altus auch noch in der Band Exodus spielt und der zweite Heathen-Gitarrist Kragen Lum immer wieder bei Exodus aushalf, wenn deren Gitarrist Gary Holt mit Slayer unterwegs war, gab es im Songwriting immer wieder zu Verzögerungen. Die Situation führte dazu, dass nahezu das komplette Album sowie die Texte von Kragen Lum geschrieben wurde, während bisher Lee Altus der hauptsächliche Songwriter der Band war. Lum nutzte für die Arbeit sein eigenes Tonstudio SubLevel Studio, dass er sich in Little Rock, Arkansas errichtet hat. Die meisten Titel des Albums schrieb Lum zwischen 2012 und 2014. Vieles wurde aber noch überarbeitet. Insbesondere für Sänger David White wäre die Verzögerungen frustrierend gewesen, da er immer warten musste, ehe Altus und Lum von einer Tournee nach Hause kamen.

„Aber rückblickend war es gut, dass wir so lange an den Songs gefeilt haben. Die Stücke sind durch diesen Extraaufwand noch ein bisschen besser geworden. Und Lee [Altus] pflegt immer zu sagen: Heathen produzieren feinen Wein. Und feiner Wein braucht Zeit.“

Im Juni 2019 veröffentlichten Sänger David White und Gitarrist Kragen Lum ein kurzes Video, nachdem die Band sich in der Vorproduktion zu einem neuen Album befindet. Die einzelnen Lieder fielen bewusst kürzer aus als früher. Laut Kragen Lum wollte die Band das epische Gefühl der letzten beiden Alben mit den kürzeren Songstrukturen des Debütalbums verbinden. David White singt teilweise in tieferen Tonlagen. Produziert wurde Empire of the Blind vom Produzenten Christopher „Zeuss“ Harris. Während Kragen Lum seine Parts in seinem eigenen Studio aufnahm, wurden die anderen Instrumente sowie der Gesang im Studio Planet Z in Hadley, Massachusetts aufgenommen. Insgesamt wurden elf Lieder und ein Instrumental aufgenommen. Gastmusiker bei dem Instrumental sind der ehemalige Heathen-Gitarrist Doug Piercy sowie Gary Holt und Rick Hunolt von der Band Exodus. Das Albumcover wurde von Travis Smith entworfen.

## Hintergrund
Laut Kragen Lum ist Empire of the Blind gewissermaßen eine Beobachtung von vielem, was derzeit in der Welt geschieht. Die einzelnen Lieder wären die Kommentare zu diesen Dingen. Das Lied The Blight beschäftigt sich sowohl um die Zerstörung unseres Planeten Erde, als auch um die Zerstörung der Gesellschaft. Laut Lum wäre die Menschheit die Krankheit, die unsere Erde und damit auch unsere Gesellschaft tötet.

„Als kulturelle Wesen sind viele nicht mehr in der Lage, über Dinge nachzudenken, die Tiefe haben. Stattdessen machen sie Selfies mit ihren Smartphones. Alles scheint nur noch fokussiert auf Oberflächlichkeit zu sein.“

Das Titellied handelt von der Manipulation der Öffentlichkeit durch Propaganda in den Massenmedien und Sozialen Medien. Die meisten Menschen würden ihre Nachrichten über das Internet erhalten ohne zu wissen, was davon wahr oder falsch ist. Fehlinformationen würden schnell weitergeleitet, bevor sie überprüft werden können. Shrine of Apathy beschäftigt sich mit dem Verlust eines geliebten Menschen und dem überwältigen Gefühl der Apathie, dass man in der Zeit der Trauer bekommt.
Das Lied The Gods Divide handelt davon, dass Politiker die Menschenmassen als Bauernopfer benutzen. Neben politischen Themen gibt es auch persönliche Texte. So geht es in Sun in My Hand darum, seine persönlichen Ziele zu erreichen, während es bei In Black darum geht, sich seiner Sterblichkeit zu stellen.

## Rezeption

### Rezensionen
Michael Kohsiek vom deutschen Magazin Deaf Forever schrieb, dass „eine der besten Thrash-Bands der Welt also endlich wieder zurück im Veröffentlichungsmodus“ ist. Zwar mache die Band es dem Hörer im Verlauf des Albums „nicht nur leicht“, beschrieb dies allerdings als „gut“, da es zu viele „Nummer-sicher-Alben“ geben würde. Allerdings kritisierte Kohsiek die „leider recht sterile, viel zu moderne Produktion“ und vergab acht von zehn Punkten.

### Chartplatzierungen
| ChartsChartplatzierungen | Höchstplatzierung | Wochen |
| ------------------------ | ----------------- | ------ |
| Deutschland (GfK)        | 23 (1 Wo.)        | 1      |
| Schweiz (IFPI)           | 28 (1 Wo.)        | 1      |

### Bestenlisten
Das deutschen Onlinemagazin laut.de führt Empire of the Blind in der Liste der 25 besten Metal-Alben des Jahres auf Platz acht.